# Mjölkbar

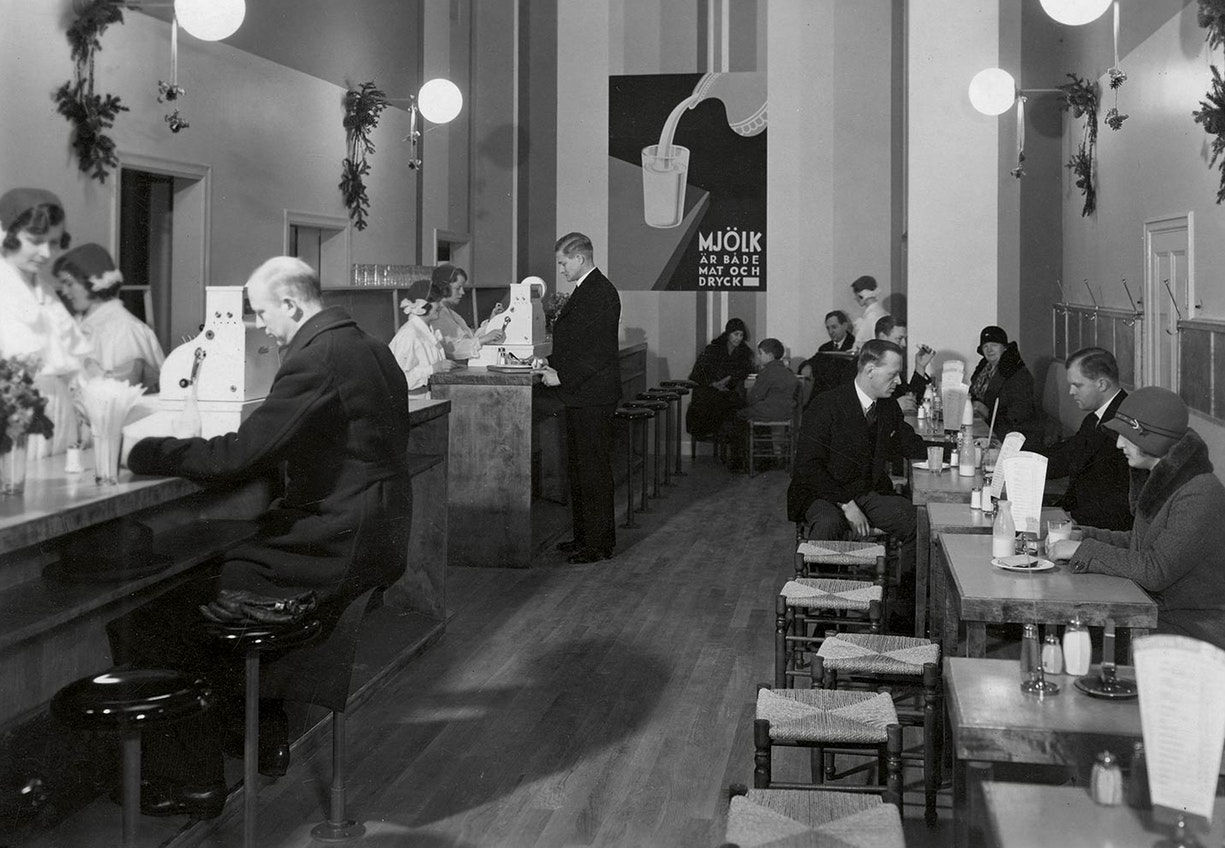
Mjölkbar, Hamngatan i Stockholm, 1930.

Mjölkbar (från engelskans milk bar) är en äldre (cirka 1920-talet till 1960-talet) svensk beteckning för en enklare matservering med självservering utan utskänkningsrättigheter.

## Historik

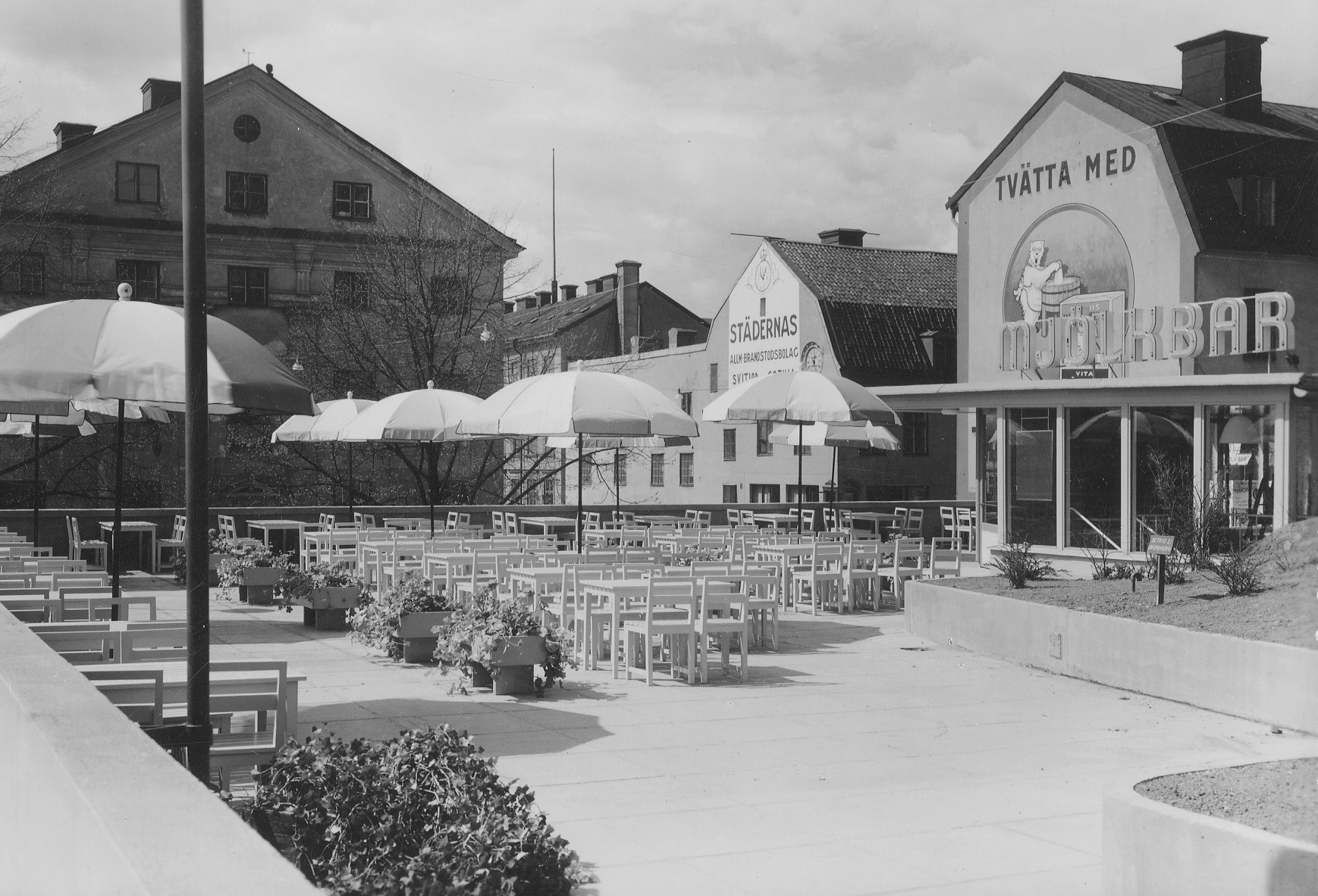
Mjölkbar vid Björns trädgård, formgiven av arkitekt Holger Blom, 1930-tal.

De första mjölkbarerna i Sverige etablerades i slutet av 1920-talet vid lantbruksmöten och bostadsutställningar. Bakom satsningen stod i början Föreningen Mjölkpropagandan, som bildats 1923 med stöd av både staten och lanthushållningssällskapen. Den kan sägas delvis vara inspirerad av den internationella nykterhetsrörelsen, men även ett främjande av inhemska jordbruksprodukter som i slutändan skulle bidra till en god folkhälsa. Barerna fick sitt genombrott i Sverige i och med Stockholmsutställningen 1930.
Enligt amerikansk förebild kunde man, förutom att dricka kall mjölk vid en bardisk, även äta enklare vardagsmat. Barerna var först med att låta gästerna servera sig själva vid disken, vilket uppfattades som fräscht och modernt. Till skillnad från kaféer och restauranger så lämnades inga drickspengar, och gästerna visste därmed redan från början vad måltiden skulle kosta. Från Stockholm spred sig sedan barerna över hela landet under 1930-talet. Typiskt för menyn var enkel svensk husmanskost, som till exempel falukorv, makaronilåda och pytt i panna.
Barerna låg ofta centralt eller i närheten av stora arbetsplatser. Gästerna bestod ofta av arbetare och ensamstående män och kvinnor som bodde i enklare hyresrum utan matlagningsmöjligheter. Storleksmässigt kunde barerna variera. I Björns trädgård öppnades i mitten av 1930-talet en mjölkbar för hela 350 gäster. En annan mjölkbar fanns 1939 i nyöppnade Bröderna Hedlunds industribyggnad i hörnet Gävlegatan och Solnavägen (dagens Norra Stationsgatan).
Med tiden blev skiljelinjerna mellan mjölkbarerna och andra enklare restauranger, som till exempel varuhusrestaurangerna, allt mer diffusa. Mjölkpropagandans dotterbolag AB Mjölkbaren köptes 1945 upp av ICA-restaurangerna och bildade Ringbaren, som en kedja för enklare brickluncher och middagsserveringar över hela landet. Kedjan existerade fram till 1982.

## Polen
I Polen betecknar mjölkbar (polska: bar mleczny) en restaurang som serverar billig polsk husmanskost, vanligen vegetarisk.